# Caledasthena montana
Caledasthena montana är en fjärilsart som beskrevs av Holloway 1979. Caledasthena montana ingår i släktet Caledasthena och familjen mätare. Inga underarter finns listade i Catalogue of Life.